# Maria Teresa Habsburg (1845–1927)
Maria Teresa Anna Habsburg-Lotaryńska (ur. 15 lipca 1845 w Wiedniu, zm. 8 października 1927 w Tybindze) – arcyksiężniczka austriacka.

## Życiorys
Córka arcyksięcia Albrechta Fryderyka Habsburga i Hildegardy Wittelsbach. Jej dziadkami byli Karol Ludwik Habsburg, arcyksiążę austriacki, książę cieszyński i Henrietta Nassau-Weilburg oraz Ludwik I Wittelsbach, król Bawarii i Teresa Sachsen-Hildburghausen.
18 stycznia 1865 w Wiedniu wyszła za mąż za księcia Filipa Wirtemberskiego, syna księcia Aleksandra Fryderyka Wirtemberskiego i Marii Orleańskiej. Para miała piątkę dzieci:
- Albrechta (1865–1939), głowę rodziny Wirtembergów,
- Marię Amelię (1865–1883),
- Marię Izabelę (1871–1904),
- Roberta (1873–1947),
- Ulricha (1877–1944).

Maria zmarła 8 października 1927 w Tybindze w wieku 82 lat.